# 矢作建設工業
矢作建設工業株式会社（やはぎけんせつこうぎょう、英: YAHAGI CONSTRUCTION CO., LTD.）は、愛知県名古屋市東区に本社を置く東京証券取引所プライム市場上場の総合建設会社（ゼネコン）である。略称は矢作建設。名鉄グループに属する。

## 概要
1949年5月創業。東海地方を中心に事業展開しているゼネコン。マンション建設や名古屋鉄道の軌道・高架化・駅舎などの鉄道関連工事を得意とする。また、建設事業だけでなく不動産事業も注力しており、子会社の矢作地所において、東海地方を中心に分譲マンションブランド「バンベール」シリーズの展開や、リソラ大府やソラト太田川などの商業施設の開発なども行っている。
また、防災減災分野にも強く、耐震補強工法の「ピタコラム」や「セスレット」に加え地山補強土工法の「パンウォール」などの独自技術を複数保有している。
2007年から2012年頃にかけては「ピタコラム」を中心とする耐震補強が事業の主力となっていたが、耐震補強市場の縮小に伴い2013年頃からは本業である土木・建築工事での拡大に注力し、建築工事では大型の物流施設や商業施設、土木工事では公共工事への取組みを強化している。
近年の実績としては、東海・北陸エリア最大規模となる物流施設「DPL名港弥富」をはじめ「イケア長久手」、「新東名高速道路新磐田スマートインターチェンジ工事」、「新東名高速道路御殿場インターチェンジ工事」などがある。また、不動産事業でも静岡県磐田市で工業団地を開発するなど不動産開発も強化している。
2020年度の売上高は過去最高の1066億円、営業利益は73億円、営業利益率6.9％と業界内でも高水準を維持しており高い収益力を持っている。なお、営業利益及び経常利益は2013年度から2019年度まで7期連続で過去最高を更新している。

## 沿革
- 1949年 - 矢作建設工業株式会社設立[1]。
- 1967年 - 名鉄建設株式会社と合併[1]。
- 1982年 - 名古屋証券取引所2部上場[1]。
- 1991年 - 名古屋証券取引所1部上場[1]。
- 1995年 - 東京証券取引所1部上場[1]。
- 2014年 - 子会社の株式会社ピタコラムが同じく子会社の株式会社ウッドピタを吸収合併[1]。
- 2019年 - スタイルリンク株式会社を子会社化し、分譲マンションのカスタマーサービス事業に参入[2][3]。
- 2022年 - 子会社の矢作ビル&ライフ株式会社が同じく子会社のスタイルリンク株式会社を吸収合併[1]。
- 2023年 - 東急不動産ホールディングスグループの株式会社学生情報センターより北和建設株式会社の全株式を取得し、完全子会社化[4][5]。

## 事業所
- 本社（愛知県名古屋市東区）
- 東京支店（東京都中央区）
- 東北支店（宮城県仙台市青葉区）
- 大阪支店（大阪府大阪市中央区）
- 広島支店（広島県広島市東区）
- 九州支店（福岡県福岡市中央区）
- エンジニアリングセンター（旧地震工学技術研究所）（愛知県長久手市）
- 鉄道技術研修センター（愛知県名古屋市南区）

## 矢作建設グループ
- 矢作地所株式会社
- 矢作ビル&ライフ株式会社（2019年4月1日、矢作葵ビル株式会社より商号を変更）
- ヤハギ緑化株式会社
- 株式会社テクノサポート
- ヤハギ道路株式会社
- 北和建設株式会社
- 南信高森開発株式会社